# Gaoligong Shan
Der Gaoligong Shan (chinesisch 高黎貢山 / 高黎贡山, Pinyin Gāolígòng Shān, W.-G. Kao-li-kung Shan, Zaiwa Gauri Gvong), auch Gaoligong-Gebirge genannt, ist ein Ableger des Hengduan Shan. 
Es liegt im Nordwesten der südwestchinesischen Provinz Yunnan und im Nordosten von Myanmar (Burma). Sein Bergrücken ist meist über 4000 m hoch, er bildet die Grenze zwischen China und Burma. Das Gebirge stellt die Wasserscheide zwischen den Flüssen Nu Jiang (Saluen) und Irrawaddy dar. Der höchste Gipfel ist der Gawagapu (嘎娃嘎普峰,  Gáwágápǔ Fēng) mit 5128 m. Der Gebirgszug verläuft parallel zu den Gebirgen Nu Shan und Yun Ling von Nord nach Süd.